# NN-300
La carretera NN‑300 es una vía departamental secundaria localizada en el departamento de Granada, Nicaragua. Conecta el empalme principal hacia Tepeyak con dicha comunidad. Tiene una longitud de 1.5 kilómetros y fue construida entre los años 2000 y 2001, facilitando el acceso a zonas rurales cercanas a la ciudad de Granada.

## Trazado y cruces
La siguiente tabla muestra su recorrido, localidades y principales conexiones:
| km  | Localidad         | Departamento | Conexión / Ruta |
| --- | ----------------- | ------------ | --------------- |
| 0.0 | Empalme a Tepeyak | Granada      |                 |
| 1.5 | Tepeyak           | Granada      |                 |